# August Mühlenbeck
August Ludwig Mühlenbeck (* 6. Februar 1821; † 25. Februar 1892 in Groß Wachlin, Kreis Naugard) war ein deutscher Rittergutsbesitzer und Parlamentarier.

## Leben
August Mühlenbeck studierte an der Königlichen Universität Greifswald Rechtswissenschaft. 1840 wurde er Mitglied des Corps Pomerania Greifswald. Nach dem Examen absolvierte er den Vorbereitungsdienst. Als Gerichtsassessor a. D. wurde er Besitzer des Ritterguts Groß Wachlin bei Priemhausen im Kreis Naugard. 1862–1866 vertrat Mühlenbeck als Abgeordneter den Wahlkreis Stettin 4 und 1870–1879 den Wahlkreis Erfurt 1 (Nordhausen) im Preußischen Abgeordnetenhaus. Er gehörte der Fraktion der Deutschen Fortschrittspartei an.
Mühlenbeck war Mitglied der Gesellschaft für pommersche Geschichte und Altertumskunde. Er war Ehrenmitglied des Corps Pomerania Greifswald.